# Positiva Records
Positiva Records est un label discographique anglais spécialisé dans la musique électronique, notamment la dance. Fondée en 1993 par Nick Halkes et basée à Londres, c'est une filiale d'Universal.
Reel 2 Real, DJ Quicksilver, Alice Deejay, Binary Finary, BBE, Fragma, Deep Dish, Spiller ou encore Axwell comptent parmi les artistes qui ont travaillé avec Positiva.
Depuis 2012, ce label fait partie du groupe américain Universal, à la suite du rachat d'EMI.

## Histoire
L'une des premières sorties du label était I Like to Move It de Reel 2 Real, un alias du DJ de danse Erick Morillo, initialement sorti sur Strictly Rhythm. Plus tard, le label a signé la chanteuse américaine Barbara Tucker, qui a ensuite sorti des morceaux tels que Beautiful People et Stay Together (tous les deux en 1995) et Stop Playing with My Mind (2000). D'autres sorties de house de cette période sont venues de Umboza, the Bucketheads et Judy Cheeks. À la fin des années 1990, Positiva a sorti plusieurs morceaux de la transe émergente comme Better Off Alone par Alice Deejay qui est devenu un énorme succès en Europe et aux États-Unis, ainsi que Bellissima par DJ Quicksilver, Ayla a pour titre éponyme Ayla, 1998 de Binary Finary et Seven Days and One Week par BBE.
Les sorties des années 2000 ont inclus les succès tels que Toca's Miracle de Coco Star contre Fragma, Groovejet (If This Ain't Love) par  Spiller avec Sophie Ellis-Bextor, et Lola's Theme par les Shapeshifters. Parmi les autres succès du top 10 de la même décennie, citons Heart of Asia de Watergate, Flashdance de Deep Dish, As the Rush Comes de Motorcycle, les remixes de The Source  dans le featuring de Candi Staton dans You Got the Love de et Watch the Sunrise du DJ/producteur suédois Axwell.
Parmi les autres artistes qui font partie du label depuis de nombreuses années, citons Paul van Dyk et les Shapeshifters, bien que ces derniers soient partis depuis pour sortir des morceaux via Defected Records et se concentrer sur la gestion de leur propre label Nocturnal Grooves.
Le label a depuis été ressuscité par Universal Music Group en tant que nom commercial pour Virgin Records et les sorties d'actes de danse étrangers, tels que Armin van Buuren, Avicii, Nicky Romero et Nervo.[citation nécessaire]